# Аболтыня, Эмилия Эдуардовна
Эмилия Эдуардовна Аболтыня (латыш. Emīlija Āboltiņa; 1917—1994) — ремонтёр дорожно-эксплуатационного района № 7 Министерства автомобильного транспорта и шоссейных дорог Латвийской ССР, Герой Социалистического Труда (05.10.1966).
Родилась 22 сентября 1917 года в приходе Мера (Латвия).
С апреля 1945 г. работала в 13-й дистанции дорожно-эксплуатационного района (ДЭР) № 7. Участвовала в восстановлении разрушенных во время войны дорог. Систематически выполняла сменные задания на 112—117 %.
В 1961 г. первая в ДЭР-7 награждена значком «Ударник коммунистического труда».
Неоднократно исполняла обязанности дорожного мастера дистанции. За образцовое содержание закрепленного участка дороги награждена Почётной грамотой Президиума Верховного Совета Латвийской ССР.
В 1962—1964 гг. секретарь парткома, с 1965 г. председатель профкома ДЭР-7.
Герой Социалистического Труда (05.10.1966).
Умерла в 1994 году.